# Helichrysum cameroonense
Helichrysum cameroonense là một loài thực vật có hoa thuộc họ Asteraceae.
Loài này chỉ có ở Cameroon.
Môi trường sống tự nhiên của chúng là đồng cỏ khô nhiệt đới hoặc cận nhiệt đới vùng đất thấp.